# 77部署合体ロボダイキギョー ドラマ・伝え方が9割
『77部署合体ロボダイキギョー ドラマ・伝え方が9割』（ななじゅうななぶしょがったいロボダイキギョー ドラマ・つたえかたがきゅうわり）は2017年11月29日からAmazonプライム・ビデオにて配信されたドラマ。
佐々木圭一のビジネス書「伝え方が9割」（ダイヤモンド社）を原案にした特撮ロボットドラマ。全10話。

## 概要
シリーズ累計123万部突破のベストセラービジネス書『伝え方が9割』を、特撮ロボットドラマ化。監督は三戸なつめ『前髪切り過ぎた』PVや滋賀県のPR企画「石田三成CM」などを手がけた藤井亮。藤井にとって初のドラマ監督作となる。脚本は「バイプレイヤーズ～もしも6人の名脇役がシェアハウスで暮らしたら～」のふじきみつ彦が担当。
原作を端的に生かすために、「伝達がうまくいかないと困るとこ」を「巨大ロボットの操縦席」と設定し企画が通ったものの、コクピットのセットを作った時点で予算が尽きたためワンシチュエーションコメディとなっている。一部リリースでは全20話となっているが、藤井いわく「全キャストとスタッフの努力と工夫と試行錯誤とヤケクソ感」で全10話が日の目を見たという。

## あらすじ
営業職を経てようやく志願の巨大ロボット「ダイキギョー」のパイロットに採用されたコミュニケーション能力の乏しい入社7年目、城戸泉司。しかし職務は左膝関節。憧れのヒーローと勇んでみるも、膝以下の面々は高圧的な城戸の口調に反発。ロボットの操縦に血筋も能力もいらなくなった時代に、城戸は言葉の力で円滑にチームをまとめ地球を守れるのか?

## 登場人物

### 株式会社ダイキギョー
巨大ロボット「ダイキギョー」を保有・運営する企業。企業スローガンは「人とロボットで切り開く明るい毎日」。巨大ロボット業務以外にも100円ショップなどを多角経営。ダイキギョーコンピュータ、ダイキギョー映画社など数十社でダイキギョーグループを形成する。平和よりコンプライアンスを重視する無難な企業である。
前身はピアノ職人・大喜利一朗（だいき・りいちろう）が嘉永四年に創業した大喜工業（ダイキコーギョー）。基地は築地にある。戦時中は高い木工技術よりプロペラ、エンジン開発の製作をしていた。一番怖いのは巨大怪物より怪獣より世間の目であり、ブラック企業と呼ばれないよう、定時での終業を規則としており、夜間の未確認生命体襲来は見て見ぬふりをする。

#### 主要パイロット
城戸泉司（きど・せんし）
演 - 勝地涼
左膝関節パイロット。入社7年目だが営業から転局試験3回目で合格したパイロット1年生。社員番号1004。アニメ「理想的戦士リソージャー」を夢見て入社した熱血漢だがコミュニケーション能力は乏しく、理想と現実のはざまで悩む。身長は175から180センチの間。特技はプラモデル作り。長いもみあげに特徴がある。3話で兵器「膝水」をプレゼンし採用された。
武蔵坊慶子（むさしぼう・けいこ）
演 - 山下リオ
左脛パイロット。時間があれば美容に勤しむヒロインであるが、気が強い元ヤン。サバイバル能力は高く、股吉から「下半身で一番仕事の出来るパイロット」と呼ばれている。後述する江波のファン。好物は鯨肉ジャーキー。
小村還（こむら・かえる）
演 - 弥尋
左ふくらはぎパイロット。文章力が高く左下半身の頭脳。ただし仕事はやる気なさそう。“福良萩尾”の筆名で「ロボット業界という異常地帯」なる小説を出版していたが、これが職務規程違反と問題になる。
浦辺修（うらべ・おさむ）
演 - 草野イニ
左足裏パイロット。大食漢で妻子持ち。路上の障害物確認も行う。自転車損壊事件では横浜市鶴見区汐出町3－50－2と住所がネットにさらされた。
甲田高志（こうだ・たかし）
演 - 柳下大
左足甲パイロット。コクピットには観葉植物が置いてある。人懐っこい性格で城戸の良き相談相手。
桃井太（ももい・ふとし）
演 - 瀧川英次
左太ももパイロット。城戸の上司にあたる。本はふせんを張って読むタイプ。まとめコーナー「ダイキギョーも伝え方が9割」も原作者・佐々木圭一とともに担当。
股吉守（またよし・まもる）
演 - 森下能幸
股関節パイロット。股関節勤続31年。関節仲間として城戸を上から温かく見守る。
博士太郎（はかせ・たろう）
演 - 田中孝史
伝え方の鬼、伝え方アワード受賞など様々な肩書を持つ博士。ヘルプシステム96を起動するとアシスタント・ヤッパ－くんとともにモニターに現れ、“伝える技術”をレクチャーする。

#### その他登場人物
社長
演 - 谷川昭一朗
ダイキギョー代表取締役社長。机の前には緊急出動や自爆などのボタンが4つ並び、巨大ロボ・ダイキギョーに指示を出す。愛人には甘い。
アナウンサー
演 - 梅中悠介

日座耕三（ひざ・こうぞう）
演 - 寿大聡
右膝関節パイロット。優秀な右足チームをまとめ上げる。3話でコンドロイチン＆グルコサミンビームをプレゼン。サプリメント「膝潤」を毎日飲んでいる。
江波信二（えば・しんじ）
演 - 窪塚俊介
ダイキギョー・パイロットを25歳で任され、その後独立。現在は自由業戦士ゲリヨンを操縦し、保険会社のCMにも出演。城戸とは唯一のダイキギョー同期入社で友人関係。ヒーローになるべくしてなった男と呼ばれるが、敵を倒した後処理と確定申告が悩みの種。
ハギヌ
演 - ピユシュ
インド出身の西葛西に住んでるビジネスマン。IT企業からスカウトした。小村に代わって左ふくらはぎに乗り込む。
社長の愛人
演 - 朝見心
巨大ロボ・ダイキギョーの自爆ボタンを押してしまう若き女性。
高橋良子
演 - 信川清順
保険会社パイロット生命法人営業部巨大ロボット担当。生命保険HEROを勧める「あなただけ」のプロ。

## ダイキギョーの戦力
77部署合体ロボ・ダイキギョー
株式会社ダイキギョーが保有する巨大ロボット。現在のものは屋久杉1200本を使用した初代、青銅製の2代目、超鋼スチール合金の3代目に続く4代目。責任回避、負担軽減のため77人で操縦。77分割できるため、保管、輸送、日照権などの問題も解決。特別な血縁や能力がなくとも運転可能となっている。劇中でおもに出てくるのは外観とNo.68 - 77までの左足部と左腰骨に位置する会議室。各部は正社員。指はインターンが操縦する。別名・築地の巨大ロボ。
本社保有のダイキギョーレーダーにより大気圏から未確認生物を確認すると、可及的速やかに出動態勢に入らなければならないが、出張申請書、経理への見積書、職務命令書、宿泊先の申請など署名捺印提出しなければならないため最低3時間は経過する。エンディングの「ダイキギョーのひみつ」によると必殺技は“慇懃ブレイド”。

## 未確認生物

### 本編に登場する未確認生物
会話上や止め絵の断片だけで実際には登場しない。
宇宙飛行物体
スカイツリー上空や九州上空に飛来した宇宙人。後者は悪の宇宙人とまで確定された。前者は左膝以下を欠いたままでダイキギョーが出動。後者は深夜に大気圏に突入しレーダーに捕捉されるが、宇宙人内の深夜勤務に関するコンプライアンス問題が生じ自ら退却した。
最大最強の超巨大生命体
人間体をしたグリーンのモンスター。最大最強だったらしいが、3時間以上たっても一向に現れなかった。

### エンディング：テレビ絵本「ダイキギョーのひみつ」に登場する未確認生物
スタッフロールの演出としてアマゾン発行とされる架空のテレビ絵本「ダイキギョーのひみつ」に描かれるのみで、本編では言及されない。
黄金防衛人形プロデューサー
古代人の残した遺産。権力ピラミッドを一人で守る。黄金の体を持ち、胴体は1円玉のような外見。未知のエネルギーで動き、エクセルでスケジュールを作る。手のひらから青緑の光線を放つ。
連携多頭竜ジョカントク
3つの頭部をもつドラゴン。1番から4番まで番号が振られ、3番は首だけで頭が取られている。両手はカチンコ状のハサミになっている。動きはすばやい。
ひとつめ剛力獣サツエイブー
大きな目にロックオンされると逃げ切るのは難しい。どこまでも追いかけられ強烈な体当たりをされる。画素数は2000兆。
魔光怪人ショウメイン
怪しい光を頭から出し、ダイキギョーのパイロットを操る。まれに光が強すぎて自分の目がやられる。
首長巨大馬ロクオーン
昔は温厚な競走馬だったが、とある事件をきっかけに人類に復讐心を抱き、悪魔に魂を売り巨大化。弱点でもある首はきわめて長く、細長い頭部による攻撃は強烈。
特殊工作ロボ・ビジュツブー
元は地球防衛隊のロボット。操縦者の身勝手な人類に愛想を尽かし、敵側に回った。胴体部にドリルを持つ。天地をよく気にしている。
変化妖怪ヘアメイカー
美容室で切り捨てられた毛の怨念が集まった毛むくじゃらの妖怪。中には化粧品が詰まっており、いい匂いがする。
規格外脱皮生物スタイリス
敵に合わせて脱皮をし、さまざますスタイルで戦う怪獣。強力な巨大怪獣タレントと契約を交わし、専属になることもある。セミのような外観で手ははさみ。
時間再構成真魔人ヘンシュウ
頭部はフィルムのような髪の毛。時間軸を自由に移動。都合のいい現実に改編する。
実体化コンピュータウィルス・シージィー
ワクチンプログラムだったが、落雷の衝撃で暴走。無数のナノマシンでできており、通常攻撃が聞かない。
高周波侵略メカ　エム・エー
オンガークが作り出したメロディーを高周波に変え武器にする。たくさんあるボタンのひとつは自爆スイッチ。スピーカーのような眼をしている。
洗脳音楽星人オンガーク
音楽による洗脳で地球人を乗っ取る。体はキーボードを縦にしたような形。
雑用星人カントーク
悪の宇宙人。大阪に潜伏。後輩というだけで手伝いをさせられるかわいそうな人がたくさんいる。ダイキギョーとゲリオンにやっつけに来られた。
万物創造龍キャクホーン
物語を描きだす神のような能力を持つ。この前はおじさんばかりでてくる物語をつくり、今回はカントークにだまされ、ビジネスの世界をロボットの世界に変えた。ドラマの予算パワーに弱い。

## 音楽

### 主題歌
- 『失楽園』女王蜂（作詞：薔薇園アヴ　作曲：薔薇園アヴ）

### エンディング曲
- 『ダイキギョー社歌「あゞダイキギョー」』（作詞：藤井亮　作曲：林彰人）

## スタッフ
- エグゼクティブプロデューサー - 大和田宇一
- プロデューサー - 中間恒
- 制作プロデューサー - 森田篤、津島彩乃、金古亮
- 3DCG - 空閑卓海
- 撮影 - 中山裕太
- アニメーション動画 - 田中紫紋（リソージャー）
- 音楽 - 上田壮一（劇伴）、林彰人（劇中歌）
- ナレーション・声優 - 島よしのり、赤田富子、梅本尚太、和田直樹
- 企画協力・小ネタ制作 - 小堀友樹
- ロゴデザイン - 茗荷恭平
- イラスト - 小路翼
- 脚本 - ふじきみつ彦
- 監督原案イラストなど - 藤井亮
- 原作 - 「伝え方が9割」佐々木圭一（ダイヤモンド社）
- 制作プロダクション - FOOLENLARGE、電通クリエイティブ
- 制作著作 - ワタナベエンターテインメント

## 放映リスト
配信時間は29分（第1回、第10回）から18分までまちまちである。
| 配信開始日     | 話数   | サブタイトル               | ワンポイント伝え方講座      | 特記 |
| -------------- | ------ | -------------------------- | --------------------------- | --- |
| 第1シーズン    |        |                            |                             | |
| 2017年11月29日 | 第1話  | 巨大合体ロボは伝え方が９割 | イエスに変える3つのステップ | |
| 11月29日       | 第2話  | 社内恋愛は伝え方が９割     | 認められたい欲。            | |
| 11月29日       | 第3話  | プレゼンは伝え方が９割     | 選択の自由                  | |
| 11月29日       | 第4話  | フリーランスは伝え方が９割 | あなた限定                  | |
| 11月29日       | 第5話  | 親と子も伝え方が９割       | 相手の好きなこと            | |
| 11月29日       | 第6話  | 謝罪会見は伝え方が９割     | 赤裸々法                    | |
| 11月29日       | 第7話  | 国際化社会は伝え方が９割   | サプライズ法                | |
| 11月29日       | 第8話  | ブラック企業は伝え方が９割 | 嫌いなこと回避              | |
| 11月29日       | 第9話  | 人事異動は伝え方が９割     | ギャップ法                  | |
| 11月29日       | 第10話 | サヨナラは伝え方が９割     | 感謝                        | 後半付近の6分48秒はスキップしても物語に影響を与えないことがテロップで記述されている。内容は長い待機時間をそれぞれがひたすら潰す描写である。 |